# Dãy núi Zagros
Dãy núi Zagros (tiếng Ba Tư: رشته كوههاى زاگرس), (tiếng Ả Rập: جبال زاجروس), (Sorani Kurd: Zagros - زاگرۆس), là dãy núi lớn nhất nằm trên biên giới Iran và Iraq. Nó có tổng chiều dài khoảng 1.500 km từ miền tây Iran, trên biên giới với Iraq tới phần phía nam của vịnh Ba Tư. Dãy núi này kết thúc tại eo biển Hormuz. Các đỉnh cao nhất trong dãy núi Zagros là đỉnh Zard Kuh (4.548 m) và đỉnh Dena (4.359 m). Khối núi Hazaran trong tỉnh Kerman tạo thành phần rìa phía đông của dãy núi, rặng Jebal Barez dài khoảng 100 km chạy theo hướng tây bắc-đông nam tới tận Sistan trong tỉnh Sistan và Baluchestan.

## Từ nguyên học
Tên gọi Zagros có nguồn gốc từ tiếng của người Zagarthia/Sagarthia—và từ dân nhập cư Iran gốc Ấn-Âu đến từ châu Âu, những người có thời đã từng sống trong khu vực dãy núi này, từ vùng bờ hồ Van tới vùng duyên hải Makran. Các bộ lạc Zangana và Chigini của người Kurd là hậu duệ sót lại của người Sagarthia cổ đại. Các giải thích khác suy diễn tên gọi này từ tiếng Hy Lạp Zagreus, nghĩa là bão tố, hoặc tên gọi Za-G'R' nghĩa là 'núi lớn' trong tiếng Avesta, là không chuẩn xác.

## Kiến tạo

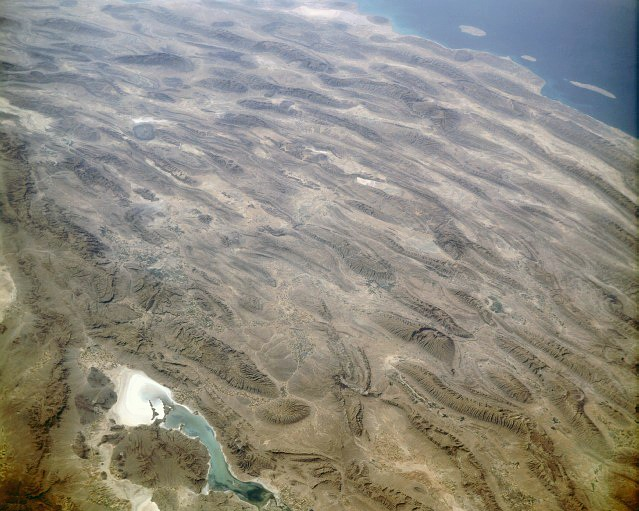
Dãy núi Zagros, chụp từ vũ trụ tháng 9 năm 1992

Dãy núi Zagros được tạo thành từ va chạm của hai mảng kiến tạo là mảng Á-Âu và mảng Ả Rập. Các đo đạc GPS gần đây tại Iran đã chỉ ra rằng va chạm này vẫn còn hoạt động và sự biến dạng tạo ra được phân bố không đồng nhất tại quốc gia này, chủ yếu tác động tới các dải núi chính như Alborz và Zagros. Mạng lưới GPS tương đối dày dặc, che phủ Zagros trong các phần tại Iran cũng chứng minh sự biến dạng ở tốc độ cao trong phạm vi dãy núi Zagros. Các kết quả GPS chỉ ra rằng tốc độ hiện thời của sự co lại tại đông nam Zagros là khoảng 10 mm/năm và khoảng 5mm/năm tại tây bắc Zagros. Phay trượt ngang theo hướng bắc-nam Kazerun phân chia Zagros thành hai khu vực khác biệt về biến dạng. Các kết quả GPS cũng chỉ ra các hướng khác nhau dọc theo đai, nghĩa là sự co lại thông thường theo chiều nam-bắc và co lại xiên tại tây bắc Zagros.
Lớp che phủ trầm tích tại đông nam Zagros bị biến dạng phía trên lớp muối đá (đóng vai trò như tầng trượt mềm trong phay nghịch chờm với ma sát ở đế thấp) trong khi tại tây bắc Zagros thì lớp muối không có hay rất mỏng. Ma sát ở đế khác biệt này phần nào tạo ra địa hình khác biệt tại cả hai đầu của phay Kazerun. Các vùng có địa hình cao hơn và hẹp hơn do biến dạng tại tây bắc Zagros trong khi tại đông nam Zagros thì biến dạng được loang rộng hơn và các vùng có địa hình rộng hơn nhưng thấp hơn được hình thành. Các ứng suất sinh ra trong lớp vỏ Trái Đất bởi va chạm gây ra sự gập nếp trải rộng của các loại đá trầm tích xếp lớp đã tồn tại trước đó. Sự xói mòn sau này đã loại bỏ các lớp đá mềm hơn, chẳng hạn như đá bùn (hay nê nham, tức loại đá hình thành từ bùn cô đặc) và sét kết (các dạng đá bùn với hạt thô hơn một chút) trong khi để lại các loại đá cứng hơn, chẳng hạn như đá vôi (đá giàu calci bao gồm chủ yếu là các phần sót lại của các sinh vật biển) và dolomit (đá tương tự như đá vôi, nhưng chứa cả calci lẫn magiê). Sự ăn mòn phân dị này đã tạo ra các sống thẳng của dãy núi Zagros.
Môi trường trầm tích và lịch sử kiến tạo của các loại đá là có lợi cho sự hình thành và bắt giữ dầu mỏ và khu vực Zagros là một phần quan trọng trong sản xuất dầu mỏ ở khu vực vịnh Ba Tư.
Các vòm muối và các sông băng muối là đặc trưng phổ biến trong dãy núi Zagros. Các vòm muối là mục tiêu quan trọng trong khai thác dầu mỏ, do muối không thấm nước thường xuyên bắt giữ dầu mỏ ở phía dưới các lớp đá khác.

## Các kiểu và niên đại đá
Dãy núi này được chia thành nhiều rặng núi nhỏ chạy song song (rộng tới 10 hay 250 km) và có cùng niên đại như dãy núi Alps. Các mỏ dầu chính của Iran nằm ở phần chân núi phía tây nam vùng trung Zagros. Các rặng núi phía nam trong tỉnh Fars có các đỉnh hơi thấp hơn, chỉ đạt độ cao tới khoảng 4.000 m. Chúng bao gồm một số loại đá vôi chỉ ra sự phong phú của các hóa thạch sinh vật biển.
Dãy núi Kuhrud tạo thành một trong các dãy núi chạy song song với khoảng cách khoảng 300 km về phía đông. Khu vực nằm giữa hai dãy núi lớn này là nơi sinh sống của quần thể dân cư lớn trên một vùng thung lũng trung gian có cao độ cũng tương đối lớn và có khí hậu ôn đới. Các con sông trong khu vực này chảy tới các hồ muối, tạo ra một môi trường màu mỡ cho nông nghiệp và thương mại.

## Zagros trong lịch sử
Các dấu hiệu về một nền nông nghiệp sớm có niên đại tới năm 9000 TCN ở các vùng chân núi của dãy núi Zagros, tại các thành phố sau này có tên gọi Anshan và Susa. Jarmo là một trong các di chỉ khảo cổ tại khu vực này. Shanidar, nơi mà dấu tích bộ xương cổ đại của người Neanderthal đã được tìm thấy, là một di chỉ khác.
Một số chứng cứ sớm nhất về sản xuất đã được phát hiện trong khu vực dãy núi Zagros; các khu vực định cư tại Hajji Firuz Tepe và Godin Tepe đã cung cấp chứng cứ về việc cất giữ rượu vang có niên đại tới khoảng 5400-3500 TCN.
Trong thời kỳ đầu của thời cổ đại, Zagros là quê hương của các tộc người như Kassites, Guti, Mitanni, những người thường định kỳ xâm chiếm các thành phố Sumer và/hoặc Akkad tại vùng Lưỡng Hà (Mesopotamia). Dãy núi này tạo ra một chướng ngại vật địa lý giữa các vùng đất bằng Mesopotamia nằm tại Iraq với cao nguyên Iran.